# Sirdschan (Verwaltungsbezirk)
Sirdschan (persisch شهرستان سیرجان) ist ein Schahrestan in der Provinz Kerman im Iran. Er enthält die Stadt Sirdschan, welche die Hauptstadt des Verwaltungsbezirks ist. 

## Kreise
- Zentral (بخش مرکزی)
- Pariz (بخش پاریز)

## Demografie
Bei der Volkszählung 2016 betrug die Einwohnerzahl des Schahrestan 324.103. Die Alphabetisierung lag bei 88 Prozent der Bevölkerung. Knapp 76 Prozent der Bevölkerung lebten in urbanen Regionen.
| Zensusjahr | Einwohnerzahl |
| ---------- | ------------- |
| 2011       | 267.697       |
| 2016       | 324.103       |